# Csehország miniszterelnöke
Csehország miniszterelnök, hivatalosan a Cseh Köztársaság Kormányának Elnöke (csehül Předseda vlády České republiky) a cseh végrehajtó hatalmat irányító kormány feje. A miniszterelnök és a minisztériumok élén álló miniszterek együtt alkotják a cseh kormányt, amely a Képviselőháznak felelős. 
A jelenlegi miniszterelnök Petr Fiala, aki a Polgári Demokrata Párt vezette koalíció élén áll 2014. január 18-án történt kinevezése óta. Ő a Cseh Köztársaság 13. miniszterelnöke. 2021. december 17-én iktatták be.

## Hatalma, és szerepe
Mivel Csehország parlamentáris köztársaság, a miniszterelnök és kormánya a parlamentnek felelős. Az alkotmány szerint a miniszterelnök hatalomra lépéskor tartozik megszerezni a parlament bizalmát, majd azt meg is tartani. Ha a bizalmat elveszíti, le kell mondania és az elnöknek új miniszterelnököt kell kineveznie. A miniszterelnöké a legnagyobb hatalmat biztosító hivatal, hiszen ő elnököl a kormány ülésein, ő irányítja a kormányt és ő választja ki a minisztereket. 

## Rezidenciája
A cseh miniszterelnökök hivatalos rezidenciája a Kramář-villa (csehül Kramářova vila), Prága Hradčany kerületében, a Gogolova 212/1 alatt.
Az épület 1911 és 1914 között épült. Friedrich Ohmann bécsi építész tervezte.

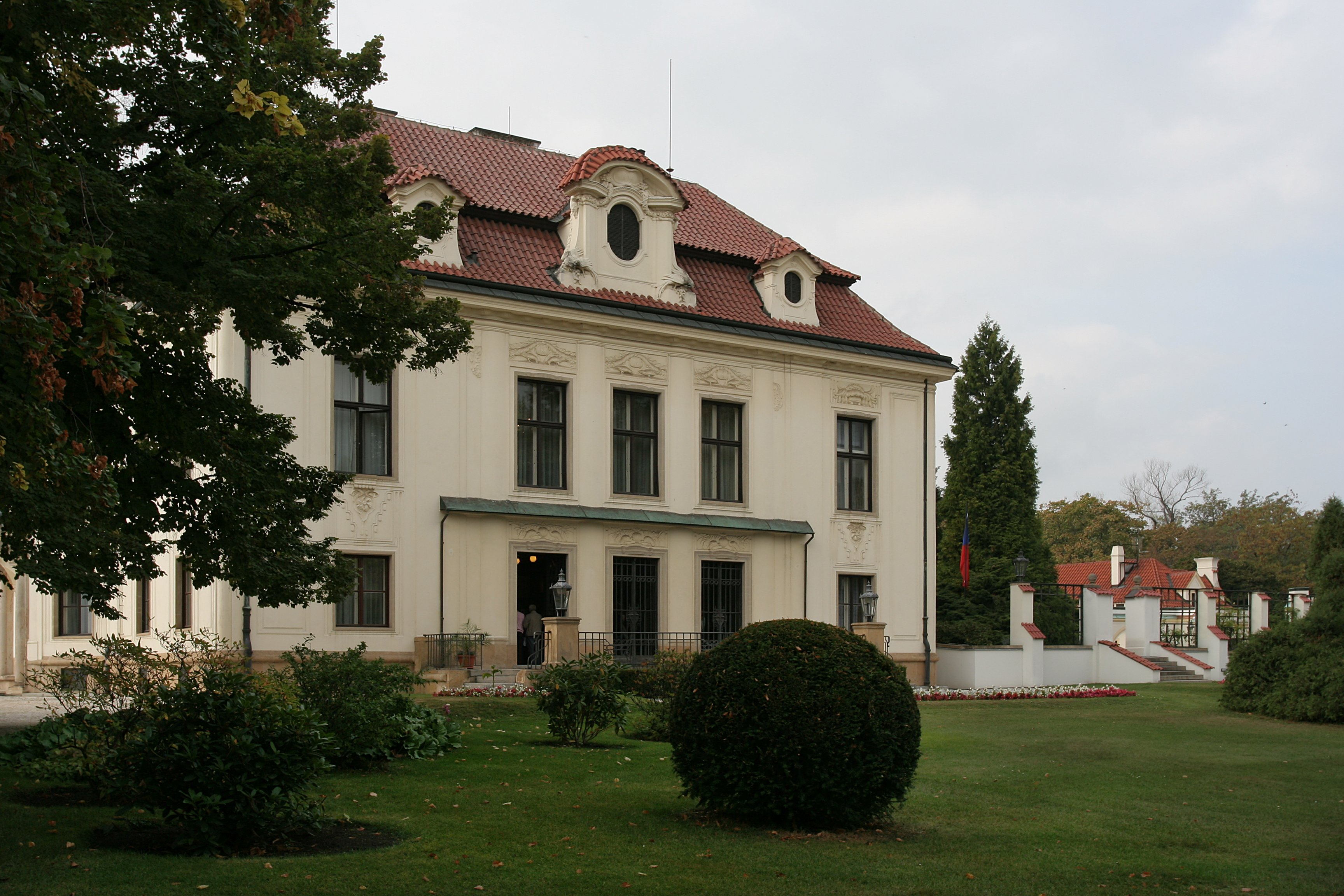
A Kramář-villa a kertből.
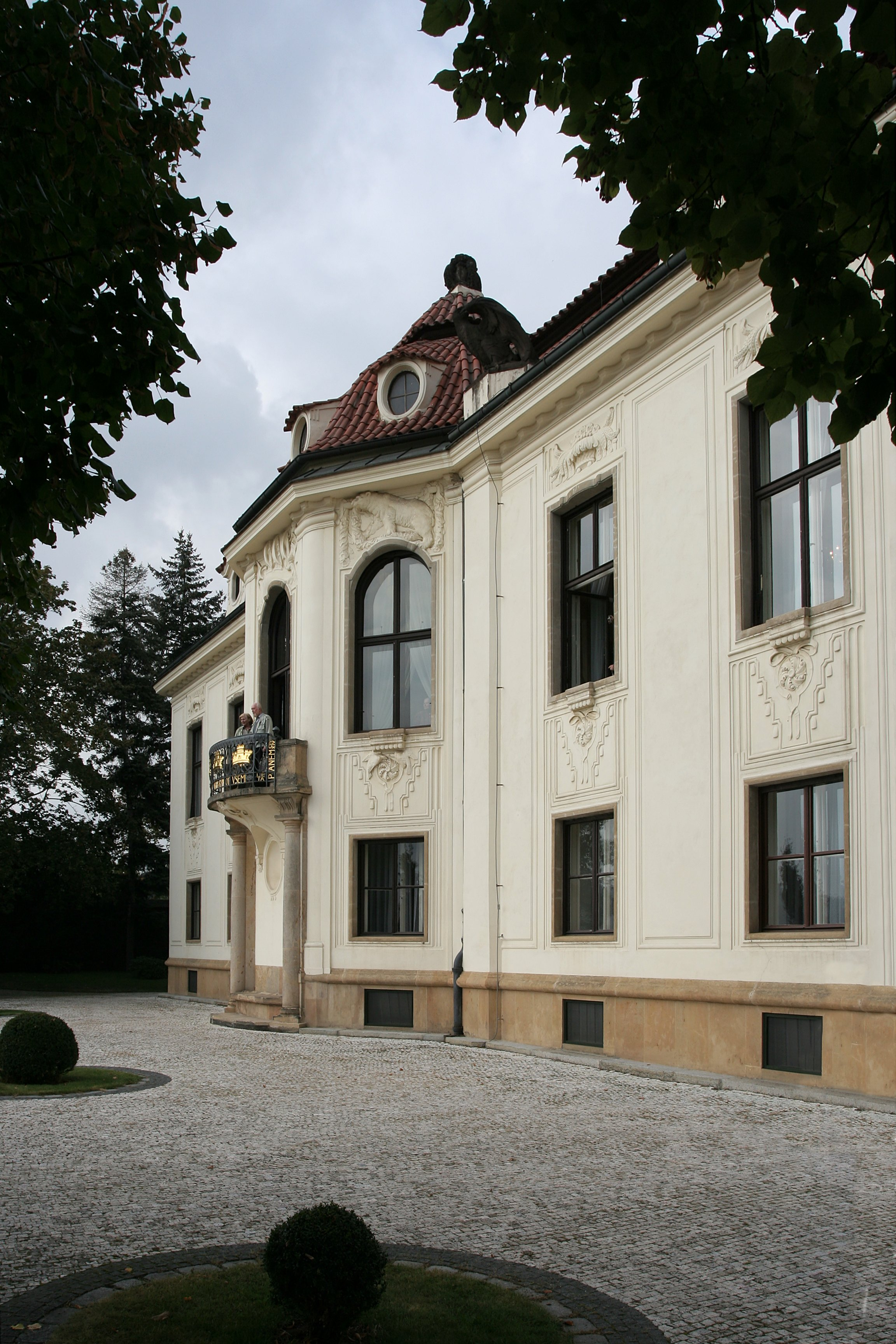
Látványa a kertből.
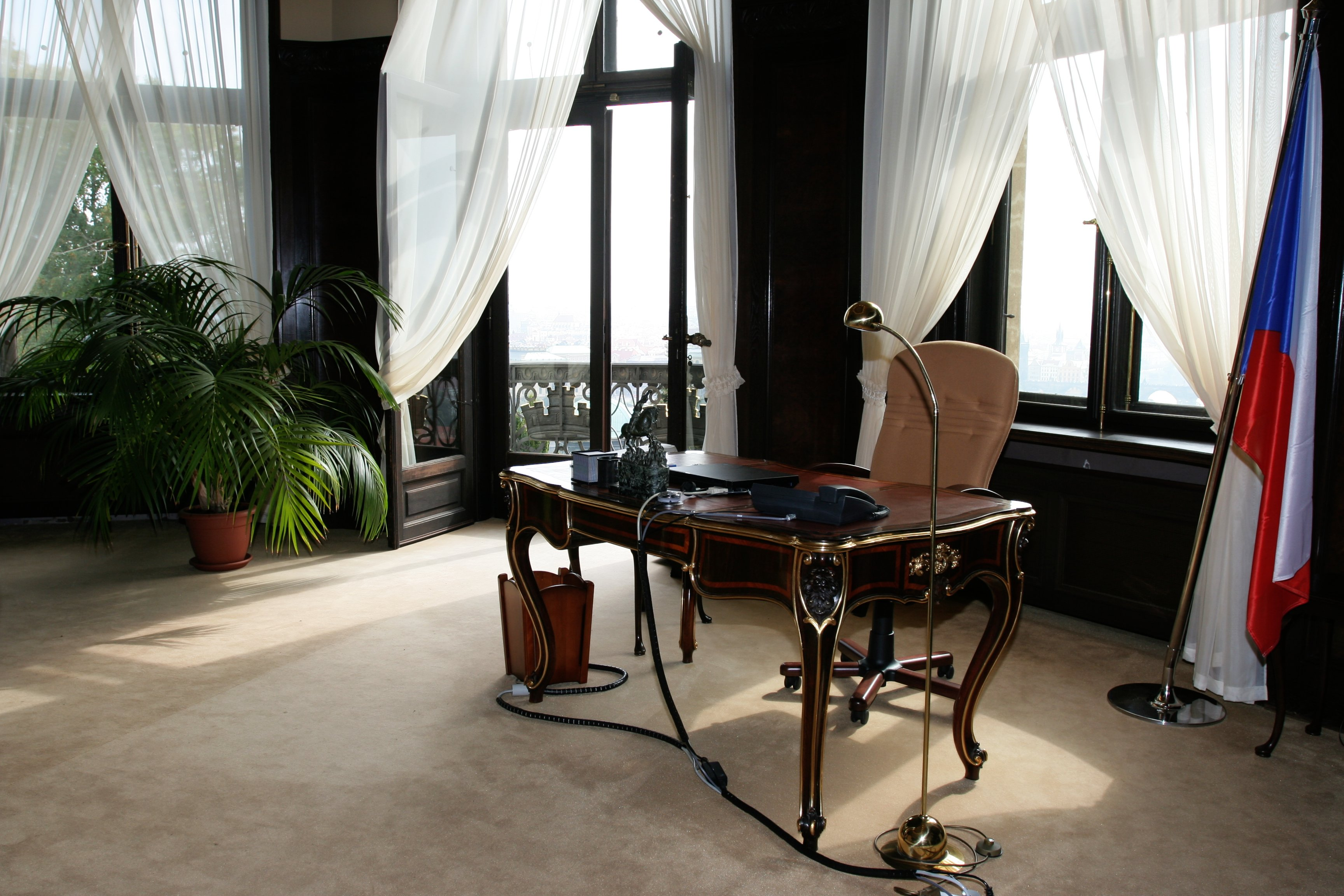
A miniszterelnök otthoni irodája

## Fordítás
- Ez a szócikk részben vagy egészben  a   Prime Minister of the Czech Republic című angol Wikipédia-szócikk ezen változatának fordításán alapul.  Az eredeti cikk szerkesztőit annak laptörténete sorolja fel. Ez a jelzés csupán a megfogalmazás eredetét és a szerzői jogokat jelzi, nem szolgál a cikkben szereplő információk forrásmegjelöléseként.